# 宰我

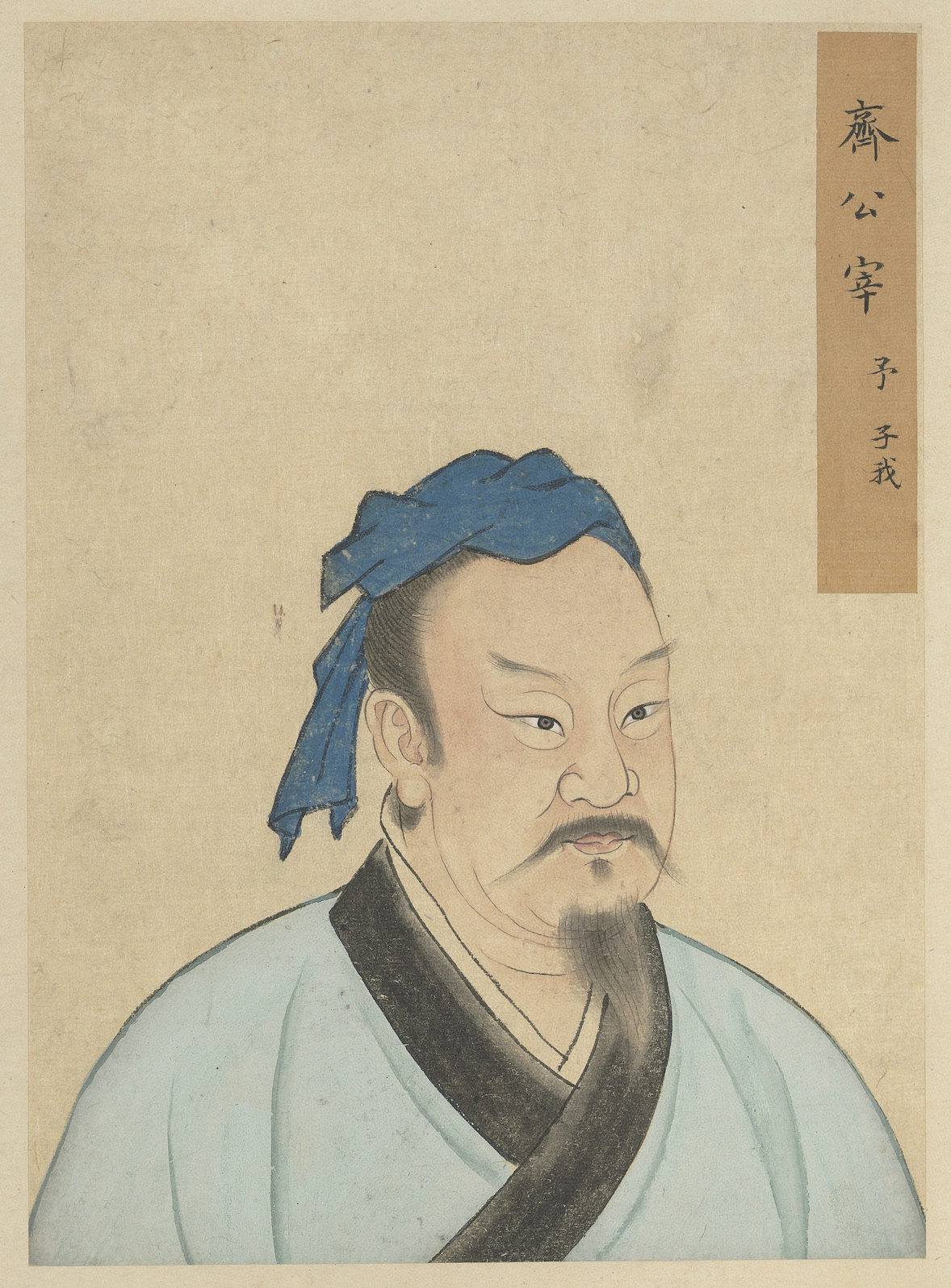
宰我

宰 我（さい が）は、孔子の門人。姓は宰、名は予、字は子我。
魯国出身。孔門十哲の一人で弁論の達人と評された。孔門の中では最も実利主義的な人物で道徳を軽視したため、礼とともに道徳を重んじる孔子からよく叱責を受けていたことが『論語』で伝わっている（八佾第三など）。
司馬遷の『史記』仲尼弟子列伝や『孔子家語』七十二弟子解によると、彼はのちに斉国の長官になったが、田恒の反乱に加担し一族皆殺しにされたとされる。ただし、『史記』などのこの記述は、『春秋左氏伝』や『呂氏春秋』に、別人で当時叛乱に加わった同じ字（あざな）の人物で子我（監止）についての違う記述があることから、司馬遷が混同して誤ったとする説（清の張翼など）があるが、別に『韓非子』難言篇などにも「宰予不免於田常」との記述があることから、宰我が「田恒の乱」に関与して死を免れなかったことは、既定の事実として当時は広く知られていた。

## 『論語』の記載
宰我についての記載は、以下の五篇である。詳細は「論語」を参照。
八佾（03-21）
「哀公問社於宰我。宰我對曰、夏后氏以松、殷人以栢、周人以栗。曰、使民戰栗。子聞之曰、成事不説、遂事不諫、既往不咎。」
公冶長（05-09）
「宰予晝寝。子曰。朽木不可雕也。糞土之牆。不可杇也。於予與何誅。子曰。始吾於人也。聽其言而信其行。今吾於人也。聽其言而觀其行。於予與改是。」
雍也（06-24）
「宰我問曰。仁者雖告之曰。井有仁者焉。其從之也。子曰。何爲其然也。君子可逝也。不可陥也。可欺也。不可罔也。」
先進（11-02）
「子曰。從我於陳蔡者。皆不及門也。徳行。顏淵。閔子騫。冉伯牛。仲弓。言語。宰我。子貢。政事。冉有。季路。文學。子游。子夏。」
陽貨（17-21）
「宰我問。三年之喪。期已久矣。君子三年不爲禮。禮必壊。三年不爲樂。樂必崩。舊穀既沒。新穀既升。鑚燧改火。期可已矣。子曰。食夫稻。衣夫錦。於女安乎。曰。安。女安則爲之。夫君子之居喪。食旨不甘。聞樂不樂。居處不安。故不爲也。今女安。則爲之。宰我出。子曰。予之不仁也。子生三年。然後免於父母之懷。夫三年之喪。天下之通喪也。予也有三年之愛於其父母乎。」

## 『史記』の記載
『史記』孔子世家の記載
「昭王將以書社地七百里封孔子。楚令尹子西曰、王之使使諸侯有如子貢者乎。曰、無有。王之輔相有如顏回者乎。曰、無有。王之將率有如子路者乎。曰、無有。王之官尹有如宰予者乎。曰、無有。且楚之祖封於周、號為子男五十里。今孔丘述三五之法、明周召之業。王若用之、則楚安得世世堂堂方數千里乎。夫文王在豐、武王在鎬、百里之君卒王天下。今孔丘得據土壤、賢弟子為佐、非楚之福也。昭王乃止。其秋、楚昭王卒于城父。」

## 宰我を題材にした作品
小説
- 古林青史 『宰予　一　孔子から不仁な者と呼ばれた弟子の物語』　埼玉新聞社、2021年、ISBN 978-4-87889-528-9